# Henriot (champagne)
Henriot is een champagnehuis dat in 1808 in Reims werd opgericht. Het zelfstandige bedrijf produceert verschillende champagnes waarvan de Henriot Cuvée des Enchanteleurs (Vintage) en de Henriot brut Souverain (Vintage) de cuvées de prestige zijn. Deze twee millésimes worden alleen in de beste wijnjaren gemaakt.

## Holding Louis Vuitton Moët Hennessy
De holding LVMH (Louis Vuitton Moët Hennessy) was tot 1994 in bezit van dit champagnehuis. De holding is in bezit van een ander aantal ondernemingen, namelijk Moët & Chandon, Veuve Clicquot, Mercier, Canard-Duchêne en Ruinart. Vanwege dit grote bezit van beroemde champagnehuizen, verdient de holding aan elke vierde fles champagne die verkocht wordt.

## Geschiedenis
Henriot is lang een klein champagnehuis gebleven. De Frans-Duitse Oorlog, de Revolutie van 1870, de Phylloxera-epidemie, de Eerste Wereldoorlog, de Russische Revolutie, de drooglegging van Amerika, de economische crisis na 1929 en de Tweede Wereldoorlog hebben het huis steeds weer op de rand van de financiële afgrond gebracht. Pas na 1945 ging het bedrijf onder leiding van Etienne Henriot groeien. Het kocht 110 hectare wijngaarden waarvan 75% in de vooral met chardonnay beplante Côte des Blancs ligt. Het huis bezit ook percelen op de met vooral pinot noir beplante Montagne de Reims. De cuvée de prestige was in die tijd de Cuvée Baccarat.
In de jaren na 1976 werd Henriot eigenaar van Charles Heidsieck. In 1985 werd het bedrijf gesplitst; Charles Heidsieck werd eigendom van de cognacfabrikant Rémy Martin en Henriot viel in handen van Veuve Clicquot-Ponsardin.  De directeur van Henriot verwierf in ruil voor zijn wijngaarden en keldervoorraad elf procent van de aandelen van het nieuwe bedrijf en hij werd ook directeur. Het merk Henriot bleef bestaan toen het bedrijf vervolgens in de beursgenoteerde multinational Louis Vuitton, Moët Hennessy (LVMH) opging. In 1994 kocht Joseph Henriot het merk Henriot en de productielijn met de kelders waarin vier miljoen flessen liggen te rijpen terug. De wijngaarden bleven van LVMH en worden door Henriot gepacht.  
Door veel chardonnay en heel weinig of geen pinot meunier te gebruiken is de stijl van het huis licht.

## De champagnes
- De Brut Souverain is de Brut Sans Année, de meest verkochte champagne en het visitekaartje van het huis. De samenstelling verschilt per jaar maar pinot noir van de Montagne de Reims, chardonnay uit de Côte des Blancs en wat pinot meunier zijn belangrijke ingrediënten bij de assemblage. De wijn wordt aangevuld met 20% wijn uit de reserves in de kelder. Zo kan ook in mindere jaren een goede kwaliteit worden gerealiseerd. De gebruikte druiven komen uit 25 dorpen, waaronder Le Mesnil-sur-Oger, Oger, Avize, Cramant, Chouilly, Ay, Verzy, Verzenay, Sillery en Mailly. De wijn werd drie jaar in de kelder gelagerd.
- De Blanc de Blancs is een blanc de blancs, een witte wijn van witte druiven van het ras chardonnay.Die Chardonnay is geplukt in de Côte des Blancs en de gemeenten Mesnil-sur-Oger, Avize, Chouilly, Vertus, Montgueux, Trépail, Epernay en Vitry. De wijn werd aangevuld met 30% wijn uit de reserves van het huis.
- De Rosé Brut is een roséchampagne. De witte wijn werd gemaakt van 15 cru's met pinot noir van de Montagne de Reims, chardonnay uit de Côte des Blanc en 15 gemeenten waaronder Avize, Chouilly, Mareuil-sur-Ay, Verzy, Verzenay, Avenay, Vertus, Trépail en Epernay. De witte wijn is op kleur gebracht met rode wijn van pinot noir uit de Champagne.  De wijn werd aangevuld met 25% wijn uit de reserves en is drie jaar in de kelders onder Reims gelagerd.
- De Brut Millésime 2005. Voor deze millésime werden alleen druiven uit dat ene oogstjaar gebruikt. De wijn is geassembleerd uit 15 cru's van de Côte des Blancs en de Montagne de Reims waaronder Mesnil-sur-Oger, Avize, Chouilly, Mareuil-sur-Aÿ, Avenay, Verzy en Verzenay. De wijn heeft zes jaar in de kelders gerust.
- De Rosé Millésime 2005. Voor deze millésime werden alleen druiven uit dat ene oogstjaar gebruikt. De Rosé Millésime is geassembleerd met pinot noir van de Montagne de Reims en chardonnay van de Côte des Blancs. De druiven komen onder andere uit de gemeenten  Avize, Chouilly, Mareuil sur Aÿ, Verzy, Verzenay, Avenay, Vertus en Trépail. De wijn heeft vijf of zes jaar in de kelders gerust.
- De Cuvée des Enchanteleurs 1998. Dit is de cuvée de prestige. Voor deze millésime werden alleen druiven uit dat ene oogstjaar gebruikt. De assemblage bevat pinot noir en chardonnay. De druiven kwamen uit de 6 Grand Cru-gemeenten Mailly, Verzy, Verzenay op de Montagne de Reims, Mesnil-sur-Oger, Avize en Chouilly in de Côte des Blancs. De wijn heeft 12 jaar in de kelders gerijpt.
- De Demi-Sec is een zoete champagne. De Demi-Sec is geschikt als dessertwijn. Het is een assemblage van chardonnay uit vooral de Côte des Blancs, pinot noir van vooral de Montagne de Reims en wat pinot meunier voor het fruit. De wijn werd met 20% wijn uit de reserves van het huis aangevuld om een constante kwaliteit te verzekeren. De oogst of "cru" uit 26 gemeenten waaronder Avize, Ay, Chouilly, Cramant, Mailly, Mesnil-sur-Oger, Oger, Sillery, Verzy en Vertus is voor deze zoete champagne gebruikt. De flessen mochten 4 jaar in de kelders rijpen.